# Purpurrosenapel
Purpurrosenapel (Malus halliana) är en art i familjen rosväxter. Arten förekommer i Kina och Japan, men är möjligen ursprunglig endast i Japan. Arten odlas som trädgårdsväxt i Sverige och är härdig i zon 1-3.
Purpurrosenapel är en buske eller ett träd till 15 m högt. Unga grenar är ofta purpur eller purpurbruna, ludna som unga. Stiplerna är små, lansettlika. Bladen är mörkt gröna, ofta med purpur ton på undersidan, ovala till elliptiska, eller smalt elliptiska, 3,5–8 cm långa och 2,5–4,5 cm långa,  kala eller ibland med luden mittnerv, killik eller något rundad bas, utdraget spetsiga och kanten har rundade tänder. Blomställningarn består av kvastar med 4–6 blommor. Blomskaften är hängande, 2–4 cm långa. Blommorna blir 3–3,5 cm i diameter. Foderbladen är trekantiga, 3–5 mm långa med hela kanter. Kronbladen är fem eller fler (var. halliana) vita till rosa, cirka 1,5 cm långa, rundade. Ståndnarna är 20–25, oliklånga. Pistillerna är 4–5 och längre än ståndarna. Frukt en är päronformad, 6–8 mm i diameter, gulgrön till purpuraktig som mogen.

## Varieteter
Två varieteter kan urskiljas:
- var. halliana buskformad. Blommorna är mörkt rosa, ofta med fler än fem kronblad. Frukterna är purpuraktiga. Kina och Japan.
- var. spontanea - har vasformat växtsätt. Blommorna är nästan vita på kortare skaft, de har fem kronblad. Frukterna är gulgröna. Finns endast i Japan.

## Sorter
- 'Parkmannii' - introducerades från Japan till USA 1861. Sorten är buskformad, fylldblommig med cirka 15 kronblad[1].

## Synonymer
var. halliana
- Malus domestica var. halliana (Koehne) Likhonos
- Malus floribunda var. parkmannii Koehne
- Malus halliana f. pendula Ohwi
- Malus halliana f. parkmanii (Koehne) Rehder
- Malus parkmannii Koehne
- Pyrus halliana (Koehne) Voss.

var. spontanea (Makino) Koidz.
- Malus floribunda var. spontanea Makino
- Malus spontanea (Makino) Makino